# International Project Management Association
De International Project Management Association (IPMA) is een in Zwitserland gevestigde, internationale organisatie voor de promotie van projectmanagement. Ze is actief in 40 landen en sinds 2010 zijn er wereldwijd meer dan 130.000 IPMA-gecertificeerden. IPMA is vooral competentiegericht.
De organisatie is begonnen in Wenen in 1965, aanvankelijk onder de naam  "International Management Systems Association" (IMSA). Ze hield haar eerste internationale congres in 1967. In 1979 gaf ze zichzelf haar huidige naam. IPMA kent sinds 2002 een Project Excellence Award toe aan projecten. Het voorzitterschap is sinds 2005 vacant volgens het officiële register van Zwitserland.

## Methode & Certificering
IPMA heeft een projectmanagement methode ontwikkeld onder dezelfde afkorting (IPMA). Hiervoor kan men gecertificeerd worden. De criteria hiervoor kunnen per land verschillen maar moeten sinds 1999 wel voldoen aan de door IPMA opgestelde International Competence Baseline (ICB). Hierin worden 20 technische competenties, 15 gedragscompetenties en 11 contextuele competenties beschreven.
Er zijn 4 certificeringen mogelijk:
- IPMA-D Certified Project Management ondersteuner
- IPMA-C Certified Project Manager
- IPMA-B Certified Senior Project Manager
- IPMA-A Certified Projects Director

Gecertificeerden kunnen zich in een register laten opnemen.